# Kultura (1931–1932)
Kultura – warszawski tygodnik literacki wydawany w latach 1931-1932, początkowo stanowiący niedzielny dodatek do „Expressu Porannego”. następnie samodzielny. Redaktorem naczelnym był Kazimierz Wierzyński.
Do powstania tygodnika przyczyniły się inspiracje władz sanacyjnych, pragnących posiadać przeciwwagę dla „Wiadomości Literackich” i endeckiej prasy kulturalnej. Wspierał on także kampanię antyklerykalną prowadzoną przez Tadeusza Boya-Żeleńskiego. Z pismem współpracowali pisarze powiązani z „Wiadomościami Literackimi”. Maria Dąbrowska, Julian Tuwim, Paweł Hulka-Laskowski, Irena Krzywicka i Zofia Nałkowska. Potajemnie współpracował z nim także redaktor naczelny „Wiadomości Literackich”. Mieczysław Grydzewski.      
Zasługą czasopisma były publikacje utworów Bolesława Leśmiana, któremu „Wiadomości Literackie” były niechętne. Pismo opublikowało również drobne inedita Cypriana Kamila Norwida, Stanisława Brzozowskiego i Henryka Sienkiewicza.